# 한비야
한비야(韓飛野, 개명 전 이름 한인순, 1958년 6월 26일 ~ , 서울 출생)는 대한민국의 국제구호활동가이자 작가, 전 월드비전 긴급구호팀 팀장이다.

## 학력
한비야는 1986년 홍익대 영문학과를 졸업하고, 1989년 미국 유타 주에 있는 유타대학 대학원에서 국제홍보학 석사 학위를 받았다. 국제구호활동을 시작한 이후에는 2008년 현직 구호활동가들을 재교육하는 IDHA 과정을 수료했고, 2010년에는 미국 터프츠대학(Tufts University) 플레처스쿨(Fletcher School)에서 인도적 지원학으로 석사 학위를 받았다.

## 오지여행가
한비야는 배낭여행과 민박의 방식으로 6년간 60여 개국을 여행하였다고 한다.

## 국제구호활동가
2001년 10월부터 2009년 6월까지 국제구호개발기구인 월드비전 한국에서 9년간 일하였다. 2000년 대 초반 아프리카 및 중동에서 일하다 2012년부터는 ‘인도적 지원 전문가(Humanitarian Assistant Specialist)’로 일하게 되었다. 2011년부터 UN 중앙긴급대응기금 자문위원으로 남수단, 서아프리카 말리에서 일하고 있다.

## 작가
작가로서 한비야는 《바람의 딸, 우리 땅에 서다》, 《한비야의 중국견문록》, 《지도 밖으로 행군하라》, 《그건, 사랑이었네》 등 8권의 책을 펴내었다. 

## 산
어린시절 아버지와 함께 산에 오르면서 자신감을 키웠다고 한다. 세계일주 여행의 첫 여행지가 ‘산들의 고향’인 네팔이라는 것만 보아도 한비야의 산에 대한 관심을 확인할 수 있다.

## 영향

### 국제구호
2005년 펴낸 《지도 밖으로 행군하라》 이후 증가한 월드비전의 해외 후원을 바탕으로 구호팀원을 배출하고, WFP(세계식량계획)와 협력을 하기도 하였다.

### 세계시민학교
광고 출연료 1억 원을 종잣돈으로 월드비전 세계시민학교를 시작했고 그후 《그건, 사랑이었네》의 인세 1억 원을 기부 했다. 이밖에도 서울랜드에 마련된 세계시민교육관에서 오디오 가이드를 실시하고 있으며 2012년, 이 세계시민학교의 초대 교장으로 취임하였다.

### 교육자
《지도 밖으로 행군하라》를 펴낸 후부터 대중 강연 활동을 펼쳤으며 2012년, 이화여자대학교 국제대학원의 초빙 교수로 임용되었고 각종 교육 관련 단체, 기업 등에서 강연하고 있다.

## 수상
- 2004년 한국YWCA 선정 젊은 지도자 상[6]
- 2005년 환경재단이 선정한 세상을 밝게 만든 100인[7]
- 2005년 시민단체 선정 평화를 만드는 100인
- 2008년 대법원 세계시민의식 고취상
- 2009년 캠퍼스라이프·한국대학신문 대학생의식조사 대학생이 가장 존경하는 한국인[8][9]
- 2009년 한국일보 한국에서 가장 영향력 있는 여성 3위
- 2010년 네이버 가장 존경받는 한국인
- 2011, 2012년 시사저널 누가 한국을 움직이는가 NGO 분야 3위[10][11]
- 2012년 동아일보 10년 후 한국을 빛낼 100인[12]
- 2014년 시사저널 2014 차세대 리더 100에 선정[13]

## 저서
- 1그램의 용기 (2015)
- 어린이를 위한 지도 밖으로 행군하라 1, 2 (2012)
  - 국립어린이청소년도서관 사서 추천도서
  - 한국도서관사서협회 추천도서
- 어린이를 위한 바람의 딸, 우리 땅에 서다 1, 2 (2011)
  - 학교도서관사서협회 추천도서
  - 행복한 아침독서 여름방학 추천도서
- 그건, 사랑이었네 (2009)
  - 2009년 네티즌 선정 올해의 책 (예스24, 인터파크, 알라딘)
- 지도 밖으로 행군하라 (2005)
  - 지난 10년간 가장 영향력 있는 책 10 (2010)
  - 2005 네티즌 선정 올해의 책 (예스24, 인터파크, 알라딘)
- 중국견문록 (2001)
- 바람의 딸, 우리 땅에 서다 (1999)
- 바람의 딸, 걸어서 지구 세 바퀴 반 (1996, 1판)
  - 1권 ** 아프리카, 중동, 중앙아시아
  - 2권 ** 중앙아메리카, 남아메리카, 알래스카
  - 3권 ** 인도차이나 반도, 남아시아
  - 4권 ** 몽골, 중국, 티베트

## 같이 보기
- 인도주의적 지원